# Edwin Mansfield
Edwin Mansfield (* 1930 in Kingston, New York, USA; † 17. November 1997 in Wallingford, Pennsylvania) war ein Ökonom an der University of Pennsylvania.

## Leben
Mansfield wurde 1930 in Kingston, New York (USA) geboren, wuchs aber in Weehawken, New Jersey auf. Am Dartmouth College erlangte er den Bachelor-Abschluss, die Royal Statistical Society verlieh ihm das Diplom und an der Duke University erlangte er schließlich den Doktorgrad.
Nach kurzer Lehrtätigkeit an den Hochschulen Carnegie Mellon University, Yale University und Harvard University wurde er 1964 als Professor für Wirtschaftswissenschaften an die University of Pennsylvania berufen, an der er bis kurz vor seinem Tode unterrichtete und seit 1985 auch den Posten des Leiters des Zentrums für Wirtschaftswissenschaften und Technologie innehatte. 1978 wurde er in die American Academy of Arts and Sciences aufgenommen.
Daneben arbeitete Mansfield auch als Berater mehrerer Institutionen, darunter die Weltbank, ExxonMobil und SmithKline, meist mit dem Ziel der Verbesserung von Effizienz und Effektivität von Forschung und Entwicklung. Weiterhin war er Mitglied im Board of Directors des American Productivity and Quality Center und Vorsitzender des Visiting Committee am Rensselaer Polytechnic Institute.
Mansfield starb am 17. November 1997 im Alter von 67 Jahren in seinem Haus in Wallingford, Pennsylvania an einer Krebserkrankung.
Er war verheiratet mit Lucile Howe Mansfield (* 1955?) und hatte zwei Kinder, Edward und Elizabeth.

## Werk
Mansfield beschäftigte sich vorrangig mit der Diffusion von Innovationen. Er kam zu dem Ergebnis, dass staatliche Investitionen in privatwirtschaftliche F&E-Projekte der Öffentlichkeit (der Volkswirtschaft) weit mehr helfen als den jeweilig beteiligten Unternehmen. Seinen Forschungen zufolge wurde der größte wirtschaftliche Erfolg von F&E in der Nachkriegszeit aber nicht in der Hochtechnologie-Branche, sondern in der Textilindustrie erzielt.
Er versuchte außerdem, Schumpeters Hypothese zu prüfen, dass größere Firmen eher zu Innovationen fähig sind, kam aber zu keinem statistisch signifikanten Ergebnis.
Kenneth Arrow, Nobelpreisträger für Wirtschaftswissenschaften, nannte Mansfield eine „dominante Figur für unsere heutige Sicht auf die Innovationsökonomie“ und bescheinigte ihm die Schaffung einer „sehr soliden theoretischen und empirischen Arbeitsgrundlage“.
Weitere Forschungsfelder, für welche Mansfield wichtige Beiträge lieferte, sind die Preistheorie, die Bestimmung des Einflusses akademischer Forschung auf den technologischen Wandel und die empirische Untersuchung des Patentierungsverhaltens in der Industrie. Letztere festigte die Nutzung von Patentstatistiken in der Innovationsforschung.
Seit den frühen 1970er Jahren betätigte er sich außerdem als Autor von Lehrbüchern zu den Themengebieten Mikroökonomie, VWL für Managemententscheidungen und Ökonometrie, welche mehr als eine Million verkaufter Exemplare erreichten, an über 1000 US-Hochschulen zum Einsatz kommen und in mehrere Sprachen übersetzt wurden.
Monographien:
- (1968) Mansfield: Industrial Research and Technological Innovation: An Econometric Analysis
- (1968) Mansfield: The Economics of Technological Change
- (1971) Mansfield, Rapoport, Schnee et al.: New Research and Innovation in the Modern Corporation
- (1971) Mansfield: Technological Change: An Introduction to a Vital Area of Modern Economics
- (1977) Mansfield, Rapoport, Romeo et al.: The Production and Application of New Industrial Technology
- (1982) Mansfield, Romeo et al.: Technology Transfer, Productivity and Economic Policy
- (1995) Mansfield: Innovation, Technology and the Economy

Mansfield engagierte sich auch als Autor und Teilnehmer für die Fernsehserie Economics U$A, in der Probleme der Mikro- und Makroökonomie einem breiten Publikum zugänglich gemacht wurden. An der Lehigh University leitete er außerdem einen der ersten Fernseh-Kurse für Technologiemanagement.

## Auszeichnungen
Mansfield war 1979 der erste US-amerikanische Wirtschaftswissenschaftler, der als Referent in die Volksrepublik China eingeladen wurde.
Mansfield erhielt für seine Forschungen zur Ökonomie des technologischen Wandels viele Auszeichnungen, wie zum Beispiel 1982 den Publication Award der Patent Law Association, 1992 den Honor Award der National Technological University, 1994 den Special Creativity Award der US-amerikanischen National Science Foundation, 1996 den Kenan Enterprise Award und den Prentice Hall Award. Außerdem wählte man ihn zum Fellow der American Academy of Arts and Sciences, der Econometric Society und des Center for Advanced Study in the Behavioral Sciences an der Stanford University. Weiterhin erhielt er Fellowships der Ford Foundation und des Fulbright-Programms.
Von 1971 bis 1985 zählte Mansfield zu den 20 meistzitierten Wirtschaftswissenschaftlern der USA.